# Copa do Mundo de Hóquei sobre a grama Feminino de 2018
A Copa do Mundo de Hóquei sobre a grama Feminino de 2018 foi a décima quarta edição deste torneio, sendo o mesmo organizado pela Federação Internacional de Hóquei (FIH) em conjunto com a Federação Inglesa de Hóquei. A sede deste mundial foi a cidade de Londres, capital da Inglaterra.
Este campeonato marcou a volta de dezesseis participantes, fato este que havia ocorrido pela última vez na edição de 2002 sediada em Perth, na Austrália. Também representou uma mudança no processo de qualificação a este mundial, introduzido pela FIH.
A seleção dos Países Baixos sagrou-se campeã da Copa do Mundo pela oitava vez (após derrotar a Irlanda na decisão), mantendo-se como recordista de títulos deste campeonato.

## Equipes participantes
As dezesseis seleções que se fizeram presentes em Londres vieram de diferentes torneios. O processo qualificatório foi anunciado pela Federação Internacional de Hóquei, em julho de 2015.
No geral, as cinco campeãs continentais garantiram vagas diretas. A estas se somaram as dez primeiras colocadas na Liga Mundial na temporada 2016/2017. E por fim, a nação que receberá o evento. Entre parêntesis, segue-se o posicionamento de cada seleção qualificada no ranking feminino da FIH.
| Data                                  | Evento                                  | Sede                         | Qualificada(s)                                                                                |
| ------------------------------------- | --------------------------------------- | ---------------------------- | --------------------------------------------------------------------------------------------- |
| 7 de Novembro de 2013                 | País sede                               | País sede                    | Inglaterra (2)                                                                                |
| 21 de Junho a 2 de Julho de 2017      | Semi-finais da Liga Mundial de 2016-17  | Bruxelas, Bélgica            | China (8) · Nova Zelândia (5) · Coreia do Sul (9) · Itália (17) · Espanha (11) · Bélgica (13) |
| 8 a 23 de Julho de 2017               | Semi-finais da Liga Mundial de 2016-17  | Johannesburgo, África do Sul | Estados Unidos (7) · Alemanha (6) · Japão (12) · Irlanda (16)                                 |
| 5 a 13 de Agosto de 2017              | Copa Pan-Americana de 2017              | Lancaster, Estados Unidos    | Argentina (3)                                                                                 |
| 19 a 27 de Agosto de 2017             | EuroHockey Nations Championship de 2017 | Amsterdam, Países Baixos     | Países Baixos (1)                                                                             |
| 11 a 15 de Outubro de 2017            | Copa da Oceania de 2017                 | Sydney, Austrália            | Austrália (4)                                                                                 |
| 22 a 29 de Outubro de 2017            | Copa Africana de Nações de 2017         | Ismaília, Egito              | África do Sul (14)                                                                            |
| 28 de Outubro a 5 de Novembro de 2017 | Copa Asiática de 2017                   | Kakamigahara, Japão          | Índia (10)                                                                                    |

## Regulamento
As dezesseis seleções foram separadas em quatro grupos com iguais número de participantes. Ao final de três rodadas, dentro das chaves, as quatro primeiras colocadas garantirão vagas diretas às quartas-de-final.
As segundas e terceiras colocadas de cada grupo irão disputar um playoff classificatório, no qual as vencedoras irão às quartas-de-finais. A partir desta fase as partidas serão eliminatórias, indo às semi-finais, contemplando a partida pelo terceiro lugar e a disputa do título deste torneio.

## Jogos
Seguem-se, abaixo, as partidas referentes à esta Copa do Mundo de Hóquei sobre a grama Feminino. Todas foram realizadas em Lee Valley Hockey and Tennis Centre, localizadas no Queen Elizabeth Olympic Park, um dos legados vindos dos Jogos Olímpicos de 2012, sediados em Londres.

### Primeira Fase

#### Grupo A
1ª rodada
| 22 de Julho |       |     |        |         |  |  |
|             | China | 0-3 | Itália | Reporte |  |  |

| 22 de Julho |               |     |               |         |  |  |
|             | Países Baixos | 7-0 | Coréia do Sul | Reporte |  |  |

2ª rodada
| 27 de Julho |       |     |               |         |  |  |
|             | China | 1-7 | Países Baixos | Reporte |  |  |

| 27 de Julho |               |     |        |         |  |  |
|             | Coréia do Sul | 0-1 | Itália | Reporte |  |  |

3ª rodada
| 29 de Julho |               |     |       |         |  |  |
|             | Coréia do Sul | 1-1 | China | Reporte |  |  |

| 29 de Julho |               |      |        |         |  |  |
|             | Países Baixos | 12-1 | Itália | Reporte |  |  |

Classificação - Grupo A
| Equipe        | Pts | J | V | E | D | GF | GC | Saldo |
| ------------- | --- | - | - | - | - | -- | -- | ----- |
| Países Baixos | 9   | 3 | 3 | 0 | 0 | 26 | 2  | +24   |
| Itália        | 6   | 3 | 2 | 0 | 1 | 5  | 12 | -7    |
| Coreia do Sul | 1   | 3 | 0 | 1 | 2 | 1  | 9  | -8    |
| China         | 1   | 3 | 0 | 1 | 2 | 2  | 11 | -9    |

#### Grupo B
1ª rodada
| 21 de Julho |            |     |       |         |  |  |
|             | Inglaterra | 1-1 | Índia | Reporte |  |  |

| 21 de Julho |                |     |         |         |  |  |
|             | Estados Unidos | 1-3 | Irlanda | Reporte |  |  |

2ª rodada
| 25 de Julho |                |     |            |         |  |  |
|             | Estados Unidos | 1-1 | Inglaterra | Reporte |  |  |

| 26 de Julho |       |     |         |         |  |  |
|             | Índia | 0-1 | Irlanda | Reporte |  |  |

3ª rodada
| 29 de Julho |       |     |                |         |  |  |
|             | Índia | 1-1 | Estados Unidos | Reporte |  |  |

| 29 de Julho |            |     |         |         |  |  |
|             | Inglaterra | 1-0 | Irlanda | Reporte |  |  |

Classificação - Grupo B
| Equipe         | Pts | J | V | E | D | GF | GC | Saldo |
| -------------- | --- | - | - | - | - | -- | -- | ----- |
| Irlanda        | 6   | 3 | 2 | 0 | 1 | 4  | 2  | +2    |
| Inglaterra     | 5   | 3 | 1 | 2 | 0 | 3  | 2  | +1    |
| Índia          | 2   | 3 | 0 | 2 | 1 | 2  | 3  | -1    |
| Estados Unidos | 2   | 3 | 0 | 2 | 1 | 3  | 5  | -2    |

#### Grupo C
1ª rodada
| 21 de Julho |          |     |               |         |  |  |
|             | Alemanha | 3-1 | África do Sul | Reporte |  |  |

| 22 de Julho |           |     |         |         |  |  |
|             | Argentina | 6-2 | Espanha | Reporte |  |  |

2ª rodada
| 25 de Julho |          |     |           |         |  |  |
|             | Alemanha | 3-2 | Argentina | Reporte |  |  |

| 26 de Julho |         |     |               |         |  |  |
|             | Espanha | 7-1 | África do Sul | Reporte |  |  |

3ª rodada
| 28 de Julho |         |     |          |         |  |  |
|             | Espanha | 1-3 | Alemanha | Reporte |  |  |

| 28 de Julho |           |     |               |         |  |  |
|             | Argentina | 1-1 | África do Sul | Reporte |  |  |

Classificação - Grupo C
| Equipe        | Pts | J | V | E | D | GF | GC | Saldo |
| ------------- | --- | - | - | - | - | -- | -- | ----- |
| Alemanha      | 9   | 3 | 3 | 0 | 0 | 9  | 4  | +5    |
| Argentina     | 4   | 3 | 1 | 1 | 1 | 9  | 6  | +3    |
| Espanha       | 3   | 3 | 1 | 0 | 2 | 10 | 10 | 0     |
| África do Sul | 1   | 3 | 0 | 1 | 2 | 3  | 11 | -8    |

#### Grupo D
1ª rodada
| 21 de Julho |           |     |       |         |  |  |
|             | Austrália | 3-2 | Japão | Reporte |  |  |

| 22 de Julho |               |     |         |         |  |  |
|             | Nova Zelândia | 4-2 | Bélgica | Reporte |  |  |

2ª rodada
| 24 de Julho |       |     |               |         |  |  |
|             | Japão | 2-1 | Nova Zelândia | Reporte |  |  |

| 24 de Julho |           |     |         |         |  |  |
|             | Austrália | 0-0 | Bélgica | Reporte |  |  |

3ª rodada
| 28 de Julho |       |     |         |         |  |  |
|             | Japão | 3-6 | Bélgica | Reporte |  |  |

| 28 de Julho |               |     |           |         |  |  |
|             | Nova Zelândia | 1-1 | Austrália | Reporte |  |  |

Classificação - Grupo D
| Equipe        | Pts | J | V | E | D | GF | GC | Saldo |
| ------------- | --- | - | - | - | - | -- | -- | ----- |
| Austrália     | 5   | 3 | 1 | 2 | 0 | 4  | 3  | +1    |
| Bélgica       | 4   | 3 | 1 | 1 | 1 | 8  | 7  | +1    |
| Nova Zelândia | 4   | 3 | 1 | 1 | 1 | 6  | 5  | +1    |
| Japão         | 3   | 3 | 1 | 0 | 2 | 7  | 10 | -3    |

Grupos da Primeira Fase - Regras gerais (Appendix 5): 
- Convenções: Pts = pontos, J = jogos, V = vitórias, E = empates, D = derrotas, GF = gols feitos, GC = gols contra, Saldo = diferença de gols.
- Critérios de pontuação: vitória = 3, empate = 1, derrota = 0.
- Critérios de desempate: 1º pontos, 2º diferença de gols, 3º gols feitos, 4º confronto direto.

### Segunda Fase
Seguem-se, abaixo, os confrontos desta fase da competição.
Resumo
|  | Playoffs      | Playoffs    |               |       | Quartas-de-finais | Quartas-de-finais |   |  | Semi-finais | Semi-finais |  |  | Final | Final |
|  |               |             |               |       |                   |                   |   |  |             |             |  |  |       |       |
|  |               |             |               |       |                   |                   |   |  |             |             |  |  |       |       |
|  |               |             |               |       |                   |                   |   |  |             |             |  |  |       |       |
|  |               |             |               |       |                   |                   |   |  |             |             |  |  |       |       |
|  | 2 de Agosto   |             |               |       |                   |                   |   |  |             |             |  |  |       |       |
|  |               |             |               |       |                   |                   |   |  |             |             |  |  |       |       |
|  | Países Baixos | 2           |               |       |                   |                   |   |  |             |             |  |  |       |       |
|  | Países Baixos | 2           | 31 de Julho   |       |                   |                   |   |  |             |             |  |  |       |       |
|  |               |             | Inglaterra    | 0     |                   |                   |   |  |             |             |  |  |       |       |
|  | Inglaterra    | 2           | Inglaterra    | 0     |                   |                   |   |  |             |             |  |  |       |       |
|  | Inglaterra    | 2           | 4 de Agosto   |       |                   |                   |   |  |             |             |  |  |       |       |
|  | Coreia do Sul | 0           |               |       |                   |                   |   |  |             |             |  |  |       |       |
|  | Coreia do Sul | 0           | Países Baixos | 1 (3) |                   |                   |   |  |             |             |  |  |       |       |
|  |               |             | Países Baixos | 1 (3) |                   |                   |   |  |             |             |  |  |       |       |
|  |               | Austrália   | 1 (1)         |       |                   |                   |   |  |             |             |  |  |       |       |
|  |               | Austrália   | 1 (1)         |       |                   |                   |   |  |             |             |  |  |       |       |
|  | 1 de Agosto   |             |               |       |                   |                   |   |  |             |             |  |  |       |       |
|  |               |             |               |       |                   |                   |   |  |             |             |  |  |       |       |
|  | Austrália     | 0 (4)       |               |       |                   |                   |   |  |             |             |  |  |       |       |
|  | Austrália     | 0 (4)       | 30 de Julho   |       |                   |                   |   |  |             |             |  |  |       |       |
|  |               |             | Argentina     | 0 (3) |                   |                   |   |  |             |             |  |  |       |       |
|  | Argentina     | 2           | Argentina     | 0 (3) |                   |                   |   |  |             |             |  |  |       |       |
|  | Argentina     | 2           | 5 de Agosto   |       |                   |                   |   |  |             |             |  |  |       |       |
|  | Nova Zelândia | 0           |               |       |                   |                   |   |  |             |             |  |  |       |       |
|  | Nova Zelândia | 0           | Países Baixos | 6     |                   |                   |   |  |             |             |  |  |       |       |
|  |               |             | Países Baixos | 6     |                   |                   |   |  |             |             |  |  |       |       |
|  |               | Irlanda     | 0             |       |                   |                   |   |  |             |             |  |  |       |       |
|  |               | Irlanda     | 0             |       |                   |                   |   |  |             |             |  |  |       |       |
|  | 2 de Agosto   |             |               |       |                   |                   |   |  |             |             |  |  |       |       |
|  |               |             |               |       |                   |                   |   |  |             |             |  |  |       |       |
|  | Irlanda       | 0 (3)       |               |       |                   |                   |   |  |             |             |  |  |       |       |
|  | Irlanda       | 0 (3)       | 31 de Julho   |       |                   |                   |   |  |             |             |  |  |       |       |
|  |               |             | Índia         | 0 (1) |                   |                   |   |  |             |             |  |  |       |       |
|  | Itália        | 0           | Índia         | 0 (1) |                   |                   |   |  |             |             |  |  |       |       |
|  | Itália        | 0           | 4 de Agosto   |       |                   |                   |   |  |             |             |  |  |       |       |
|  | Índia         | 3           |               |       |                   |                   |   |  |             |             |  |  |       |       |
|  | Índia         | 3           | Irlanda       | 1 (3) |                   |                   |   |  |             |             |  |  |       |       |
|  |               |             | Irlanda       | 1 (3) |                   |                   |   |  |             |             |  |  |       |       |
|  |               | Espanha     | 1 (1)         |       | Terceiro lugar    | Terceiro lugar    |   |  |             |             |  |  |       |       |
|  |               | Espanha     | 1 (1)         |       | Terceiro lugar    | Terceiro lugar    |   |  |             |             |  |  |       |       |
|  | 1 de Agosto   | 1 de Agosto |               |       | 5 de Agosto       | 5 de Agosto       |   |  |             |             |  |  |       |       |
|  | 1 de Agosto   | 1 de Agosto |               |       | 5 de Agosto       | 5 de Agosto       |   |  |             |             |  |  |       |       |
|  | Alemanha      | 0           | Austrália     | 1     |                   |                   |   |  |             |             |  |  |       |       |
|  | Alemanha      | 0           | Austrália     | 1     | 30 de Julho       |                   |   |  |             |             |  |  |       |       |
|  |               |             | Espanha       | 1     |                   | Espanha           | 3 |  |             |             |  |  |       |       |
|  | Bélgica       | 0 (2)       | Espanha       | 1     |                   | Espanha           | 3 |  |             |             |  |  |       |       |
|  | Bélgica       | 0 (2)       |               |       |                   |                   |   |  |             |             |  |  |       |       |
|  | Espanha       | 0 (3)       |               |       |                   |                   |   |  |             |             |  |  |       |       |
|  | Espanha       | 0 (3)       |               |       |                   |                   |   |  |             |             |  |  |       |       |

#### Playoffs
| 30 de Julho |         |               |         |         |  |  |
| P1          | Bélgica | 0-0 (pn: 2-3) | Espanha | Reporte |  |  |

| 30 de Julho |           |     |               |         |  |  |
| P2          | Argentina | 2-0 | Nova Zelândia | Reporte |  |  |

| 31 de Julho |        |     |       |         |  |  |
| P3          | Itália | 0-3 | Índia | Reporte |  |  |

| 31 de Julho |            |     |               |         |  |  |
| P4          | Inglaterra | 2-0 | Coreia do Sul | Reporte |  |  |

#### Quartas-de-finais
| 1 de Agosto |          |     |         |         |  |  |
| Q1          | Alemanha | 0-1 | Espanha | Reporte |  |  |

| 1 de Agosto |           |               |           |         |  |  |
| Q2          | Austrália | 0-0 (pn: 4-3) | Argentina | Reporte |  |  |

| 2 de Agosto |               |     |            |         |  |  |
| Q3          | Países Baixos | 2-0 | Inglaterra | Reporte |  |  |

| 2 de Agosto |         |               |       |         |  |  |
| Q4          | Irlanda | 0-0 (pn: 3-1) | Índia | Reporte |  |  |

#### Semi-finais
| 4 de Agosto |               |               |           |         |  |  |
| S1          | Países Baixos | 1-1 (pn: 3-1) | Austrália | Reporte |  |  |

| 4 de Agosto |         |               |         |         |  |  |
| S2          | Irlanda | 1-1 (pn: 3-2) | Espanha | Reporte |  |  |

#### Finais
| 5 de Agosto |           |     |         |         |  |  |
| 3/4         | Austrália | 1-3 | Espanha | Reporte |  |  |

| 5 de Agosto |               |     |         |         |  |  |
| 1/2         | Países Baixos | 6-0 | Irlanda | Reporte |  |  |

## Classificação e premiações
Segue-se, abaixo, as colocações finais das equipes participantes desta competição.
| Col. | Equipe         | Pts | J | V | E | D | GF | GC | Saldo | Resultado final                |
| ---- | -------------- | --- | - | - | - | - | -- | -- | ----- | ------------------------------ |
| 1º   | Países Baixos  | 16  | 6 | 5 | 1 | 0 | 35 | 3  | +32   | Ouro                           |
| 2º   | Irlanda        | 8   | 6 | 2 | 2 | 2 | 5  | 9  | -4    | Prata                          |
| 3º   | Espanha        | 11  | 7 | 3 | 2 | 2 | 15 | 12 | +3    | Bronze                         |
| 4º   | Austrália      | 7   | 6 | 1 | 4 | 1 | 6  | 7  | -1    | Quarto lugar                   |
| 5º   | Alemanha       | 9   | 4 | 3 | 0 | 1 | 9  | 5  | +4    | Eliminada nas quartas-de-final |
| 6º   | Argentina      | 8   | 5 | 2 | 2 | 1 | 11 | 6  | +5    | Eliminada nas quartas-de-final |
| 7º   | Inglaterra     | 8   | 5 | 2 | 2 | 1 | 5  | 4  | +1    | Eliminada nas quartas-de-final |
| 8º   | Índia          | 6   | 5 | 1 | 3 | 1 | 5  | 3  | +2    | Eliminada nas quartas-de-final |
| 9º   | Itália         | 6   | 4 | 2 | 0 | 2 | 5  | 15 | -10   | Eliminada nos playoffs         |
| 10º  | Bélgica        | 5   | 4 | 1 | 2 | 1 | 8  | 7  | +1    | Eliminada nos playoffs         |
| 11º  | Nova Zelândia  | 4   | 4 | 1 | 1 | 2 | 6  | 7  | -1    | Eliminada nos playoffs         |
| 12º  | Coreia do Sul  | 1   | 4 | 0 | 1 | 3 | 1  | 11 | -10   | Eliminada nos playoffs         |
| 13º  | Japão          | 3   | 3 | 1 | 0 | 2 | 7  | 10 | -3    | Eliminada na primeira fase     |
| 14º  | Estados Unidos | 2   | 3 | 0 | 2 | 1 | 3  | 5  | -2    | Eliminada na primeira fase     |
| 15º  | África do Sul  | 1   | 3 | 0 | 1 | 2 | 3  | 11 | -8    | Eliminada na primeira fase     |
| 16º  | China          | 1   | 3 | 0 | 1 | 2 | 2  | 11 | -9    | Eliminado na primeira fase     |

- Critérios para a classificação final: 1º fase máxima atingida, 2º colocação nos grupos, 3º pontuação nos grupos, 4º partidas vencidas, 5º saldo de gols, 6º gols feitos.[27]

### Destaques
Seguem-se abaixo os destaques desta edição da Copa do Mundo.
- Total de partidas: 36.
- Total de gols (média por partida): 126 (3.5).
- Goleadoras:  Kitty van Male = 6;  Kelly Jonker = 5;  Lidewij Welten = 4.
- Melhor jogadora:  Lidewij Welten.
- Melhor goleira:  Ayeisha McFerran.
- Mais jovem atleta da competição:  Lucina von der Heyde.

## Ligação externa
- Site oficial da Federação Internacional de Hóquei (em inglês)